# クライバート・アギラール
クライバート・ミゲル・アギラール・ディアス（Kluiverth Miguel Aguilar Díaz、2003年5月6日 - ）は、ペルー・リマ郡リマ出身のサッカー選手。ベルギー・ファースト・ディビジョンB・ロンメルSK所属。ポジションはDF。

## クラブ経歴
スポルティング・クリスタルのユースから、2019年にライバルチームのアリアンサ・リマに入団。同年11月3日の国内リーグ戦のアリアンサ・ウニベルシダ戦で16歳でプロデビュー。シーズン終盤から先発に定着した。
2020年3月20日、プレミアリーグのマンチェスター・シティFCと契約。4月19日に正式契約を締結し、2021年より加入することが発表された。

## 代表経歴
プロデビュー前の2019年3月に、U-17のペルー代表として南米U-17選手権に出場。2020年には、2020年東京オリンピック出場を賭けたCONMEBOLプレオリンピック大会に飛び級でU-23代表で出場。代表は一次リーグで1勝3敗に終わったが、唯一勝利したパラグアイ戦に先発フル出場し、3-2の勝利に貢献した。